# Un homme pour deux sœurs
 (juillet 2013).
Si vous disposez d'ouvrages ou d'articles de référence ou si vous connaissez des sites web de qualité traitant du thème abordé ici, merci de compléter l'article en donnant les références utiles à sa vérifiabilité et en les liant à la section « Notes et références ».
Pour plus de détails, voir Fiche technique et Distribution.
Un homme pour deux sœurs est un film ivoirien réalisé par Marie-Louise Asseu et sorti en avant-première au cinéma en Côte d'Ivoire le 14 février 2007.
Pour son premier long métrage en tant que réalisatrice, Marie Louise Asseu (vedette de la série satirique Faut pas fâcher) plonge sa caméra au cœur d'un triangle amoureux (un homme et deux femmes consanguines).

## Synopsis
Marc Arthur (que campe Sea Claude) mène une existence pour le moins paisible avec la belle Henriette. Ils s'aiment à la folie et le couple nage dans un bonheur immense jusqu'à l'irruption de Muriel (Bleu Brigitte). Sœur cadette de Henriette, cette dernière, réputée pour sa paresse, est le souffre-douleur de sa famille. Pour l'occuper, Henriette décide de l'accueillir sous son toit.
Muriel et Marc Arthur s'entichent alors l'un de l'autre, au point que Muriel tombe enceinte. Commence alors, pour Henriette, une véritable descente aux enfers. 

## Fiche technique

### Réalisation de Marie-Louise Asseu
« Nous sommes dans une société où il n'y a plus de tabous. J'ai fait ce film pour que nous fassions attention à nos sœurs. En tant qu'Africaines, nous ne devons pas poser certains actes », confie Marie-Louise Asseu. La comédienne ne cache pas par ailleurs sa volonté d'approfondir cette nouvelle expérience de réalisatrice. Le tournage, qui s'est déroulé à Abidjan, a nécessité dix jours. Un homme pour deux sœurs a été distribué au cinéma Ivoire le 14 février 2007.

## Distribution
- Sea André Claude : Marc Arthur
- Marie-Louise Asseu : Henriette Okay, la grande sœur de Muriel[2]
- Bleu Brigitte : Muriel Okay
- Jeanne Tessia : la mère
- Bétika : une infirmière
- Jimmy Danger : ami de Marc Arthur
- Michel Gohou : oncle des deux sœurs
- Hassan David : avocat d'Henriette Okay
- Oméga David : un soulard, Achille
- Tatiana de M'C Ensira : l'ami d'Henriette Okay
- Fanta Coulibaly : Hafu, la servante
- Bassande Innocent : Tony